# Работкинский район
Работкинский район — упразднённая административно-территориальная единица в составе Нижегородского и Горьковского краёв, а также Горьковской области, существовавшая в 1929—1962 годах. Центр — село Работки.
Работкинский район был образован в 1929 году в составе Нижегородского округа Нижегородского края. В состав район вошли части Большемурашкинской и Кисловской волостей Лысковского уезда, Борисовопокровской и Таможниковской волостей Нижегородского уезда.
30 июля 1930 года в связи с ликвидацией окружной системы в СССР Работкинский район перешёл в прямое подчинение Нижегородского края.
5 декабря 1936 года Работкинский район вошёл в состав Горьковской области.
По данным 1945 года Работкинский район делился на 14 сельсоветов: Варварский, Запрудновский, Игумновский, Кадицкий, Кисловский, Лопатищенский, Ляписский, Малиновский, Подлесовский, Работкинский, Семовский, Слободский, Черемисский и Шерменевский.
17 мая 1962 года Работкинский район был упразднён, а его территория разделена между Борским, Кстовским и Лысковским районами.